# 2025-ös cselgáncs-Európa-bajnokság
A 2025-ös cselgáncs-Európa-bajnokságot április 23. és április 27. között rendezték Podgoricában, Montenegróban.
A Nemzetközi Olimpiai Bizottság ajánlásai szerint az ukrajna elleni orosz invázió támogatása miatt az orosz és fehérorosz sportolók egyéni nemzetközi sportversenyeken csak korlátozásokkal vehettek részt. Ezen az Európa-bajnokságon semleges színekben indulhattak és a rendezvény alatt a díjátadók során a himnuszukat nem játszották le.

## A magyar sportolók eredményei
Magyarországot tizenöt sportoló képviselte a kontinensbajnokságon.
Érmesek
| Érem  | Versenyző   | Versenyszám           | Dátum       |
| ----- | ----------- | --------------------- | ----------- |
| Arany | Özbas Szofi | Női középsúly (70 kg) | április 25. |

## Érmesek

### Férfi
| Versenyszám           | Arany                                             | Ezüst                                               | Bronz                              |
| --------------------- | ------------------------------------------------- | --------------------------------------------------- | ---------------------------------- |
| Légsúly (60 kg)       | Giorgi Sardalashvili · Grúzia                     | Ajub Blijev · Nemzetközi Cselgáncsszövetség         | Ahmad Yusifov · Azerbajdzsán       |
| Légsúly (60 kg)       | Giorgi Sardalashvili · Grúzia                     | Ajub Blijev · Nemzetközi Cselgáncsszövetség         | Luka Mkheidze · Franciaország      |
| Harmatsúly (66 kg)    | Daikii Bouba · Franciaország                      | Murad Csopanov · Nemzetközi Cselgáncsszövetség      | Luukas Saha · Finnország           |
| Harmatsúly (66 kg)    | Daikii Bouba · Franciaország                      | Murad Csopanov · Nemzetközi Cselgáncsszövetség      | Walide Khyar · Franciaország       |
| Könnyűsúly (73 kg)    | Danyil Lavrentyev · Nemzetközi Cselgáncsszövetség | Manuel Lombardo · Olaszország                       | Joan-Benjamin Gaba · Franciaország |
| Könnyűsúly (73 kg)    | Danyil Lavrentyev · Nemzetközi Cselgáncsszövetség | Manuel Lombardo · Olaszország                       | Rashid Mammadaliyev · Azerbajdzsán |
| Váltósúly (81 kg)     | Tyimur Arbuzov · Nemzetközi Cselgáncsszövetség    | Tato Grigalashvili · Grúzia                         | Matthias Casse · Belgium           |
| Váltósúly (81 kg)     | Tyimur Arbuzov · Nemzetközi Cselgáncsszövetség    | Tato Grigalashvili · Grúzia                         | Zelim Tckaev · Azerbajdzsán        |
| Középsúly (90 kg)     | Christian Parlati · Olaszország                   | Maxime-Gaël Ngayap Hambou · Franciaország           | Murad Fatiyev · Azerbajdzsán       |
| Középsúly (90 kg)     | Christian Parlati · Olaszország                   | Maxime-Gaël Ngayap Hambou · Franciaország           | Ivajlo Ivanov · Bulgária           |
| Félnehézsúly (100 kg) | Ilia Sulamanidze · Grúzia                         | Zelym Kotsoiev · Azerbajdzsán                       | Simeon Catharina · Hollandia       |
| Félnehézsúly (100 kg) | Ilia Sulamanidze · Grúzia                         | Zelym Kotsoiev · Azerbajdzsán                       | Gennaro Pirelli · Olaszország      |
| Nehézsúly (+100 kg)   | Inal Taszojev · Nemzetközi Cselgáncsszövetség     | Valerij Jendovickij · Nemzetközi Cselgáncsszövetség | Erik Abramov · Németország         |
| Nehézsúly (+100 kg)   | Inal Taszojev · Nemzetközi Cselgáncsszövetség     | Valerij Jendovickij · Nemzetközi Cselgáncsszövetség | Lukáš Krpálek · Csehország         |

### Női
| Versenyszám          | Arany                          | Ezüst                               | Bronz                                           |
| -------------------- | ------------------------------ | ----------------------------------- | ----------------------------------------------- |
| Légsúly (48 kg)      | Shirine Boukli · Franciaország | Catarina Costa · Portugália         | Assunta Scutto · Olaszország                    |
| Légsúly (48 kg)      | Shirine Boukli · Franciaország | Catarina Costa · Portugália         | Andrea Stojadinov · Szerbia                     |
| Harmatsúly (52 kg)   | Distria Krasniqi · Koszovó     | Odette Giuffrida · Olaszország      | Naomi van Krevel · Hollandia                    |
| Harmatsúly (52 kg)   | Distria Krasniqi · Koszovó     | Odette Giuffrida · Olaszország      | Ariane Toro · Spanyolország                     |
| Könnyűsúly (57 kg)   | Seija Ballhaus · Németország   | Eteri Liparteliani · Grúzia         | Veronica Toniolo · Olaszország                  |
| Könnyűsúly (57 kg)   | Seija Ballhaus · Németország   | Eteri Liparteliani · Grúzia         | Martha Fawaz · Franciaország                    |
| Váltósúly (63 kg)    | Renata Zachová · Csehország    | Clarisse Agbegnenou · Franciaország | Joanne van Lieshout · Hollandia                 |
| Váltósúly (63 kg)    | Renata Zachová · Csehország    | Clarisse Agbegnenou · Franciaország | Carlotta Avanzato · Olaszország                 |
| Középsúly (70 kg)    | Özbas Szofi · Magyarország     | Eliszávet Telcídu · Görögország     | Lara Cvjetko · Horvátország                     |
| Középsúly (70 kg)    | Özbas Szofi · Magyarország     | Eliszávet Telcídu · Görögország     | Aleksandra Andrić · Szerbia                     |
| Félnehézsúly (78 kg) | Patrícia Sampaio · Portugália  | Anna Monta Olek · Németország       | Julija Kurcsenko · Ukrajna                      |
| Félnehézsúly (78 kg) | Patrícia Sampaio · Portugália  | Anna Monta Olek · Németország       | Fanny Estelle Posvite · Franciaország           |
| Nehézsúly (+78 kg)   | Romane Dicko · Franciaország   | Raz Hershko · Izrael                | Asya Tavano · Olaszország                       |
| Nehézsúly (+78 kg)   | Romane Dicko · Franciaország   | Raz Hershko · Izrael                | Elisz Sztarceva · Nemzetközi Cselgáncsszövetség |

### Vegyes csapat
| Versenyszám   | Arany  | Ezüst       | Bronz                         |
| ------------- | ------ | ----------- | ----------------------------- |
| Vegyes csapat | Grúzia | Olaszország | Németország                   |
| Vegyes csapat | Grúzia | Olaszország | Nemzetközi Cselgáncsszövetség |

## Éremtáblázat
| Helyezés | Nemzet                              | Arany | Ezüst | Bronz | Összesen |
| –        | Nemzetközi Cselgáncsszövetség (IJF) | 3     | 3     | 2     | 8        |
| 1.       | Franciaország                       | 3     | 2     | 5     | 10       |
| 2.       | Grúzia                              | 3     | 2     | 0     | 5        |
| 3.       | Olaszország                         | 1     | 3     | 5     | 9        |
| 4.       | Németország                         | 1     | 1     | 2     | 5        |
| 5.       | Portugália                          | 1     | 1     | 0     | 2        |
| 6.       | Csehország                          | 1     | 0     | 1     | 2        |
| 7.       | Koszovó                             | 1     | 0     | 0     | 1        |
| 7.       | Magyarország                        | 1     | 0     | 0     | 1        |
| 9.       | Azerbajdzsán                        | 0     | 1     | 4     | 5        |
| 10.      | Görögország                         | 0     | 1     | 0     | 1        |
| 10.      | Izrael                              | 0     | 1     | 0     | 1        |
| 12.      | Hollandia                           | 0     | 0     | 3     | 3        |
| 13.      | Szerbia                             | 0     | 2     | 0     | 2        |
| 14.      | Belgium                             | 0     | 0     | 1     | 1        |
| 14.      | Bulgária                            | 0     | 0     | 1     | 1        |
| 14.      | Finnország                          | 0     | 0     | 1     | 1        |
| 14.      | Horvátország                        | 0     | 0     | 1     | 1        |
| 14.      | Spanyolország                       | 0     | 0     | 1     | 1        |
| 14.      | Ukrajna                             | 0     | 0     | 1     | 1        |
| Összesen | Összesen                            | 15    | 15    | 30    | 60       |

## Jegyztetek
1. ↑  Russian judokas cleared for Euros. insidethegames.biz , 2025. április 12.
2. ↑  Ötödik és hetedik hely az Európa-bajnoki nyitányon. judo.hu , 2025. április 23.